# Cantone di Lessay
Il Cantone di Lessay era una divisione amministrativa dell'arrondissement di Coutances.
È stato soppresso a seguito della riforma complessiva dei cantoni del 2014, che è entrata in vigore con le elezioni dipartimentali del 2015.
Comprendeva i comuni di:
- Angoville-sur-Ay
- Anneville-sur-Mer
- Bretteville-sur-Ay
- Créances
- La Feuillie
- Geffosses
- Laulne
- Lessay
- Millières
- Pirou
- Saint-Germain-sur-Ay
- Saint-Patrice-de-Claids
- Vesly, parzialmente